# Književnost u 1802.
◄◄ | ◄ | 1799. | 1800. | 1801. | 1802.  | 1803. | 1804. | 1805. | ► | ►►
Arhitektura • Astronomija • Biologija • Glazba • Kazalište • Kemija • Kiparstvo • Knjige • Književnost • Kršćanstvo • Meteorologija • Medicina • Politika • Pravo • Promet • Slikarstvo • Šport • Znanost
Književnost u 1802.

## Svijet

### Rođenja
- 26. veljače – Victor Hugo, francuski romanopisac, pjesnik, esejist, dramaturg i aktivist za ljudska prava († 1885.)

## Vanjske poveznice
|  | Zajednički poslužitelj ima još gradiva o temi Književnost u 1802. |